# Fontaines-sur-Saône
Fontaines-sur-Saône és un municipi francès, situat a la metròpoli de Lió i a la regió de Alvèrnia - Roine-Alps. L'any 2007 tenia 6.310 habitants.

## Demografia

### Població
El 2007 la població de fet de Fontaines-sur-Saône era de 6.310 persones. Hi havia 2.706 famílies de les quals 964 eren unipersonals (316 homes vivint sols i 648 dones vivint soles), 731 parelles sense fills, 776 parelles amb fills i 235 famílies monoparentals amb fills.
La població ha evolucionat segons el següent gràfic:
Habitants censats

### Habitatges
El 2007 hi havia 2.928 habitatges, 2.783 eren l'habitatge principal de la família, 38 eren segones residències i 108 estaven desocupats. 513 eren cases i 2.395 eren apartaments. Dels 2.783 habitatges principals, 1.479 estaven ocupats pels seus propietaris, 1.232 estaven llogats i ocupats pels llogaters i 72 estaven cedits a títol gratuït; 60 tenien una cambra, 343 en tenien dues, 830 en tenien tres, 892 en tenien quatre i 658 en tenien cinc o més. 1.776 habitatges disposaven pel capbaix d'una plaça de pàrquing. A 1.404 habitatges hi havia un automòbil i a 959 n'hi havia dos o més.

### Piràmide de població
La piràmide de població per edats i sexe el 2009 era:
| Homes | Edats   | Dones |
| ----- | ------- | ----- |
| 0     | 95 o +  | 2     |
| 14    | 90 a 94 | 35    |
| 34    | 85 a 89 | 64    |
| 27    | 80 a 84 | 86    |
| 113   | 75 a 79 | 124   |
| 95    | 70 a 74 | 178   |
| 148   | 65 a 69 | 195   |
| 148   | 60 a 64 | 154   |
| 164   | 55 a 59 | 165   |
| 215   | 50 a 54 | 262   |
| 198   | 45 a 49 | 250   |
| 192   | 40 a 44 | 265   |
| 282   | 35 a 39 | 263   |
| 289   | 30 a 34 | 291   |
| 234   | 25 a 29 | 201   |
| 163   | 20 a 24 | 189   |
| 261   | 15 a 19 | 200   |
| 206   | 10 a 14 | 180   |
| 241   | 5 a 9   | 216   |
| 211   | 0 a 4   | 211   |

## Economia
El 2007 la població en edat de treballar era de 3.993 persones, 3.045 eren actives i 948 eren inactives. De les 3.045 persones actives 2.799 estaven ocupades (1.405 homes i 1.394 dones) i 246 estaven aturades (105 homes i 141 dones). De les 948 persones inactives 292 estaven jubilades, 361 estaven estudiant i 295 estaven classificades com a «altres inactius».

### Ingressos
El 2009 a Fontaines-sur-Saône hi havia 2.816 unitats fiscals que integraven 6.362,5 persones, la mediana anual d'ingressos fiscals per persona era de 21.161 €.

### Activitats econòmiques
Dels 363 establiments que hi havia el 2007, 8 eren d'empreses alimentàries, 11 d'empreses de fabricació d'altres productes industrials, 34 d'empreses de construcció, 82 d'empreses de comerç i reparació d'automòbils, 12 d'empreses de transport, 13 d'empreses d'hostatgeria i restauració, 9 d'empreses d'informació i comunicació, 23 d'empreses financeres, 17 d'empreses immobiliàries, 63 d'empreses de serveis, 65 d'entitats de l'administració pública i 26 d'empreses classificades com a «altres activitats de serveis».
Dels 79 establiments de servei als particulars que hi havia el 2009, 1 era una gendarmeria, 2 oficines de correu, 4 oficines bancàries, 6 tallers de reparació d'automòbils i de material agrícola, 1 taller d'inspecció tècnica de vehicles, 3 autoescoles, 6 paletes, 10 guixaires pintors, 6 fusteries, 2 lampisteries, 3 electricistes, 14 perruqueries, 2 veterinaris, 12 restaurants, 5 agències immobiliàries, 1 tintoreria i 1 saló de bellesa.
Dels 32 establiments comercials que hi havia el 2009, 1 era un supermercat, 1 una gran superfície de material de bricolatge, 2 botigues de més de 120 m², 1 una botiga de menys de 120 m², 4 fleques, 4 carnisseries, 3 llibreries, 5 botigues de roba, 2 sabateries, 1 una botiga d'electrodomèstics, 1 una botiga de mobles, 1 una botiga de material esportiu, 2 perfumeries, 1 una joieria i 3 floristeries.
L'any 2000 a Fontaines-sur-Saône hi havia 3 explotacions agrícoles.

## Equipaments sanitaris i escolars
Els 3 equipaments sanitaris que hi havia el 2009 eren farmàcies.
El 2009 hi havia 1 escola maternal i 2 escoles elementals. Fontaines-sur-Saône disposava d'un col·legi d'educació secundària amb 535 alumnes.

## Poblacions més properes
El següent diagrama mostra les poblacions més properes.